# Wirsbo herrgård
Wirsbo herrgård är herrgårdsbyggnad i Virsbo, Surahammars kommun.  

## Historia
Wirsbo Herrgård som ligger på en udde i Virsbosjön är ett tvåvånings stenhus med skarpt brutet plåttak med vindskupor. Det har på gårdssidans ena fasad ett kupolkrönt och koppartäckt torn med ett tornur, konstruerat av  Christoffer Polhem och märkt Stjernsund 1753. Byggnaden har en pompös vapenprydd stenportal i barockstil. (Vapen för ätterna Herman Lagercrantz och Croneborg). Den är i sin nuvarande form ombyggd 1918 av arkitekten Lars Johan Lehming i gammaldags stil på platsen för en 1600-talsbyggnad. Grunden och de igenmurade källarvalven från den gamla byggnaden ingår i den nya. Wirsbo herrgård fick nya ägare 2015. Herrgården renoverades 2016 - 2017. Här arrangeras konferenser, födelsedagsfester och bröllop. Man har även weekendpaket med olika teman samt ridning och ridkurser, se Wirsbo ridcenter nedan.